# تاکائو ساکورای
تاکائو ساکورای (انگلیسی: Takao Sakurai؛ ۲۵ سپتامبر ۱۹۴۱ – ۱۰ ژانویهٔ ۲۰۱۲) بوکسور اهل ژاپن بود.
وی در مسابقات کشوری و بین‌المللی در مجموع برندهٔ ۱ مدال طلا شده‌است.